# Samuel Wilberforce
Samuel Wilberforce, född 7 september 1805 i London, död 19 juli 1873 (genom fall under en ritt) i Dorking i Surrey, var en brittisk teolog och son till William Wilberforce. 
Wilberforce studerade i Oxford, blev 1830 pastor i Brightstone (på ön Wight) samt 1845 domprost i Westminster Abbey och biskop i Oxfords stift, varifrån han 1869 förflyttades till stiftet Winchester. 
Wilberforce tillhörde till sina åsikter om kyrkan den som katoliserande ansedda riktningen inom det högkyrkliga partiet, den så kallade traktarianismen eller ritualismen, men i sin uppfattning av troslärorna närmade han sig den lågkyrkliga eller evangelikala riktningen. Som predikant utmärkte han sig genom originalitet och humor samt glänsande vältalighet.